# Heinz Kuhn-Weiss
Heinz Kuhn-Weiss (ur. 9 października 1948 roku) – niemiecki kierowca wyścigowy.

## Kariera
Kuhn-Weiss rozpoczął karierę w międzynarodowych wyścigach samochodowych w 1981 roku od startów w European Touring Car Championship. Z dorobkiem 45 punktów uplasował się na dziesiątej pozycji w klasyfikacji generalnej. W późniejszych latach Niemiec pojawiał się także w stawce European Endurance Championship, 24-godzinnego wyścigu Le Mans oraz FIA World Endurance Championship.